# Ріанне Гойхелар
Ріанне Гойхелар  (нід. Rianne Guichelaar, 16 серпня 1983) — нідерландська ватерполістка, олімпійська чемпіонка.

## Виступи на Олімпіадах
| Олімпіада  | Дисципліна | Місце |
| ---------- | ---------- | ----- |
| Пекін 2008 | водне поло | 1     |